# Viettessa villiersi
Viettessa villiersi là một loài bướm đêm trong họ Crambidae.